# Prix Bellman

Le poète Erik Axel Karlfeldt, pour qui le prix est créé par Anders Zorn.

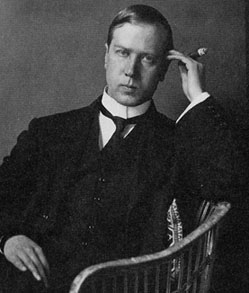
Vilhelm Ekelund, lauréat en 1944.

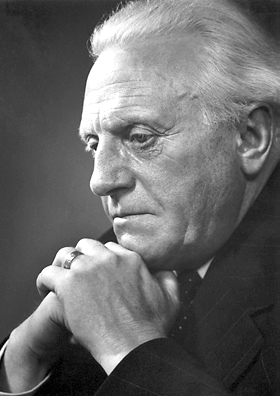
Pär Lagerkvist, lauréat en 1945.

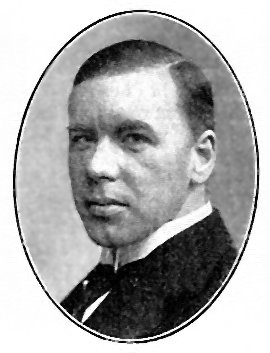
Anders Österling, lauréat en 1947 et 1969.

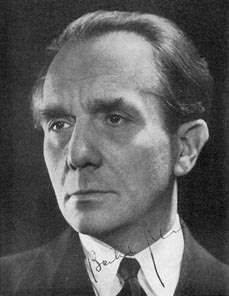
Bertil Malmberg, lauréat en 1949.

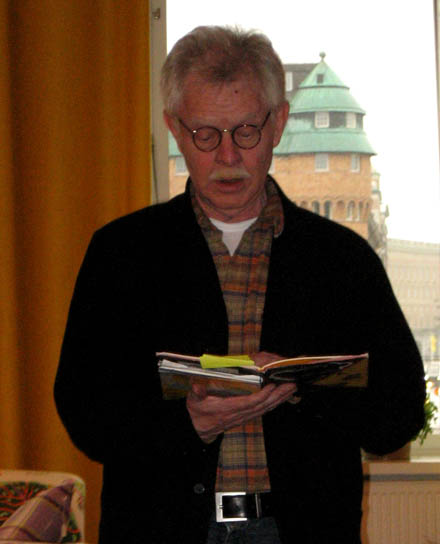
Gunnar Harding, lauréat en 1992.

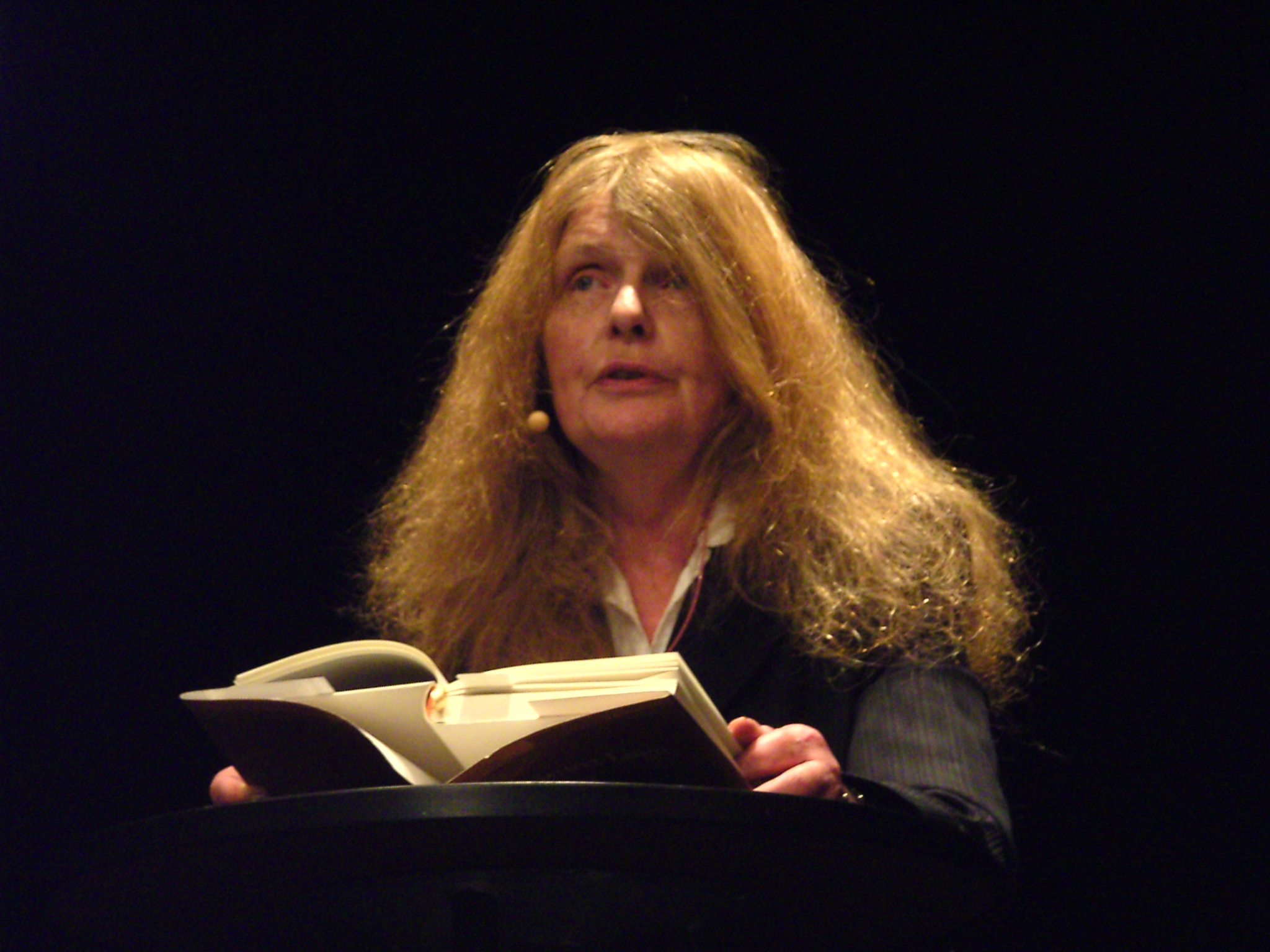
Kristina Lugn, lauréate en 2002.

Le prix Bellman est un prix littéraire décerné chaque année par l'académie suédoise. Le prix est créé en 1920 selon le testament du peintre Anders Zorn, qui affirme vouloir 
« faire honneur à un auteur suédois particulièrement remarquable ».
Le montant alloué est tout d'abord de 10 000 couronnes, qui proviennent d'un immeuble de rapport situé dans la vieille ville de Stockholm dont Zorn fait don à l'académie suédoise. Ce montant a été revu et s'élève aujourd'hui à 250 000 couronnes.
Conformément au souhait de Zorn, le prix est tout d'abord décerné sous forme de rente au poète Erik Axel Karlfeldt, jusqu'à sa mort en 1931. Le prix est ensuite décerné, également sous forme de rente à vie, à Albert Engström. À partir de 1943, le prix récompense chaque année un auteur différent.

## Lauréats
- 1920-1931 : Erik Axel Karlfeldt
- 1932-1942 : Albert Engström
- 1943 : Bo Bergman
- 1944 : Vilhelm Ekelund
- 1945 : Pär Lagerkvist
- 1946 : Sigfrid Siwertz
- 1947 : Anders Österling
- 1948 : Hjalmar Gullberg
- 1949 : Bertil Malmberg
- 1950 : Evert Taube
- 1951 : Harry Martinson
- 1952 : Erik Blomberg
- 1953 : Gunnar Ekelöf
- 1954 : Johannes Edfelt
- 1955 : Nils Ferlin
- 1956 : Rabbe Enckell
- 1957 : Olof Lagercrantz
- 1958 : Erik Lindegren
- 1959 : Werner Aspenström
- 1960 : Karl Vennberg
- 1961 : Gunnar Ekelöf
- 1962 : Harry Martinson
- 1963 : Elsa Grave
- 1964 : Artur Lundkvist
- 1965 : Sven Alfons
- 1966 : Bo Bergman, : Tomas Tranströmer
- 1967 : Gunnar Ekelöf, : Östen Sjöstrand
- 1968 : Lars Forssell
- 1969 : Anders Österling
- 1970 : Ebba Lindqvist
- 1971 : Johannes Edfelt
- 1972 : Stig Sjödin
- 1973 : Sandro Key-Åberg
- 1974 : Birger Norman
- 1975 : Petter Bergman
- 1976 : Maria Wine
- 1977 : Karl Ragnar Gierow
- 1978 : Bo Setterlind
- 1979 : Göran Sonnevi
- 1980 : Werner Aspenström
- 1981 : Lars Forssell
- 1982 : Artur Lundkvist
- 1983 : Tobias Berggren
- 1984 : Bengt Emil Johnson
- 1985 : Kjell Espmark
- 1986 : Solveig von Schoultz
- 1987 : Ragnar Thoursie
- 1988 : Lennart SjögrenLennart Sjögren
- 1989 : Folke Isaksson
- 1990 : Lars Gustafsson
- 1991 : Ingemar Leckius
- 1992 : Gunnar Harding
- 1993 : Anna Rydstedt
- 1994 : Katarina Frostenson
- 1995 : Lars Lundkvist
- 1996 : Lasse Söderberg
- 1997 : Eva Runefelt
- 1998 : Björner Torsson
- 1999 : Bruno K. Öijer
- 2000 : Jesper Svenbro
- 2001 : Olle Adolphson
- 2002 : Kristina Lugn
- 2003 : Tua Forsström
- 2004 : Gunnar D Hansson
- 2005 : Eva Ström
- 2006 : Stig Larsson
- 2007 : Claes Andersson
- 2008 : Arne Johnsson
- 2009 : Ann Jäderlund
- 2010 : Magnus William-Olsson
- 2011 : Birgitta Lillpers
- 2012 : Lars Norén
- 2013 : Eva-Stina Byggmästar
- 2014 : Ingela Strandberg
- 2015 : Barbro Lindgren
- 2016 : Göran Sonnevi
- 2017 : Lennart Sjögren
- 2018 : Tua Forsström
- 2019 : Gösta Ågren
- 2020 : Eva Runefelt
- 2021 : Åsa Maria Kraft